# Bougainvillea lehmanniana
Bougainvillea lehmanniana är en underblomsväxtart som beskrevs av Anton Heimerl. Bougainvillea lehmanniana ingår i släktet Bougainvillea och familjen underblomsväxter. Inga underarter finns listade i Catalogue of Life.